# New Orleans Saints 2017
La stagione 2017 dei New Orleans Saints è stata la 51ª della franchigia nella National Football League e la undicesima con Sean Payton come capo-allenatore. La squadra ha migliorato il record di 7–9 della stagione precedente, vincendo otto gare consecutive dopo avere perso le prime due, la sua striscia migliore dal 2011. Nella settimana 13 i Saints si sono assicurati la prima stagione con un record positivo dal 2013 battendo i Carolina Panthers in entrambe le gare per la prima volta dal 2011. Nell'ultimo turno la squadra ha centrato il primo titolo di division dal 2011. Il 7 gennaio 2018 i Saints hanno battuto nuovamente Carolina per 31–26 nel turno delle wild card dei playoff. La stagione si è chiusa la settimana successiva in casa dei Minnesota Vikings malgrado New Orleans fosse ancora in vantaggio a pochi secondi dal termine, in una gara divenuta nota con il nome di Minneapolis Miracle.

## Scelte nel Draft 2017
| Scelte dei Saints nel Draft 2017 |        |                    |       |                  |
| Giro                             | Scelta | Giocatore          | Ruolo | College          |
| 1                                | 11     | Marshon Lattimore  | CB    | Ohio State       |
| 1                                | 32     | Ryan Ramczyk       | OT    | Wisconsin        |
| 2                                | 42     | Marcus Williams    | S     | Utah             |
| 3                                | 67     | Alvin Kamara       | RB    | Tennessee        |
| 3                                | 76     | Alex Anzalone      | LB    | Florida          |
| 3                                | 103    | Trey Hendrickson   | LB    | Florida Atlantic |
| 6                                | 196    | Al-Quadin Muhammad | DE    | Miami            |

## Staff
| Staff dei New Orleans Saints nel 2017 |
| --- |
| Organi dirigenziali - Proprietario/Presidente: Tom Benson - Proprietario/Vice presidente esecutivo: Rita Benson LeBlanc - Vice presidente esecutivo/General Manager: Mickey Loomis Capo allenatore - Sean Payton Altri allenatori - Assistente del capo-allenatore/Linebacker: Joe Vitt - Coordinatore dello sviluppo della forza e della condizione: Dan Dairymple - Assistente dell sviluppo della forza e della condizione: Charles Byrd e Rob Wenning Allenatori dell'attacco - Coordinatore dell'attacco: Pete Carmichael Jr. - Assistente dell'attacco/Wide Receiver: Carter Sheridan - Assistente dell'attacco/Offensive Line: Frank Smith - Quarterback: Joe Lombardi - Running Back: Dan Roushar - Wide Receiver: Henry Ellard - Tight End: Terry Malone - Offensive Line: Bret Ingalls Allenatori della difesa - Coordinatore della difesa: Dennis Allen - Assistente della difesa: Marcus Ungaro - Assistente della difesa/Linebacker: Brian Young - Defensive Line: Bill Johnson - Secondary: Wesley McGriff - Assistente Secondary: Andre Curtis Allenatori dello special team - Coordinatore dello Special Team: Greg McMahon - Assistente dello Special Team: Stan Kwan |

## Roster
| Roster dei New Orleans Saints nel 2017 |
| --- |
| Quarterback - 9 Drew Brees - 10 Chase Daniel - 8 Taysom Hill Running Back - 33 Trey Edmunds - 22 Mark Ingram - 41 Alvin Kamara - 29 John Kuhn FB - 36 Daniel Lasco Wide Receiver - 16 Brandon Coleman - 19 Ted Ginn RS - 87 Tommylee Lewis RS - 13 Michael Thomas Tight End - 82 Coby Fleener - 89 Josh Hill - 84 Michael Hoomanawanui Offensive Linemen - 72 Terron Armstead T - 65 Senio Kelemete G - 61 Josh LeRibeus G - 75 Andrus Peat T - 71 Ryan Ramczyk T - 64 Zach Strief T - 60 Max Unger C - 67 Larry Warford G Defensive Linemen - 95 Tyeler Davison DT - 91 Trey Hendrickson DE - 94 Cameron Jordan DE - 70 Mitchell Loewen DE - 97 Al-Quadin Muhammad DE - 57 Alex Okafor DE - 93 David Onyemata DT - 98 Sheldon Rankins DT - 55 Darryl Tapp DE Linebacker - 50 Stephone Anthony MLB - 47 Alex Anzalone OLB - 44 Hau'oli Kikaha OLB - 53 A.J. Klein OLB - 52 Craig Robertson OLB - 54 Nate Stupar MLB - 51 Manti Te'o MLB Defensive Back - 31 Chris Banjo FS - 48 Vonn Bell FS - 40 Delvin Breaux CB - 25 Rafael Bush FS - 20 Ken Crawley CB - 21 De'Vante Harris CB - 23 Marshon Lattimore CB - 24 Sterling Moore CB - 32 Kenny Vaccaro SS - 43 Marcus Williams S - 26 P.J. Williams CB Special Team - 46 Jon Dorenbos LS - 3 Wil Lutz K - 6 Thomas Morstead P Lista delle riserve - 66 Jack Allen C - 85 Dan Arnold WR (IR) - 42 Bryan Braman OLB (IR) - 90 Nick Fairley DT (NF-Ill.) - 11 Corey Fuller WR (IR) - 80 Clay Harbor TE (IR) - 68 Devaroe Lawrence DT (NF-Inj.) - 86 John Phillips TE (IR) - 83 Willie Snead IV WR (Sospeso) - 73 Martin Wallace T (IR) Squadra di allenamento - 74 Alex Jenkins DE 53 attivi, 11 inattivi, 1 nella squadra di allenamento |
| Legenda - I rookie sono in corsivo. - Il primo ruolo è il principale mentre gli eventuali successivi indicano i ruoli secondari. - (IR) sta per Injured Reserve ed indica la lista ristretta per un solo giocatore infortunato che può tornare ad allenarsi dopo la settimana 6 e a rientrare in prima squadra dopo che questa ha giocato 8 partite. - (NF-Inj.) / (NF-Ill.) stanno rispettivamente per Non-Football Injured e Non-Football Illness ed indicano le liste dove viene inserito un giocatore che ha un infortunio o una malattia non dipendente dal football americano. - (PUP) sta per Physically Unable to Perform ed indica la lista dove viene inserito un giocatore mentre è in attesa di recuperare la condizione fisica. Nella stagione regolare dopo la sesta partita giocata dalla propria squadra, il giocatore ha tempo tre settimane per riprendere ad allenarsi, più tre settimane aggiuntive dal suo rientro agli allenamenti per rientrare in prima squadra. |

## Calendario

### Stagione regolare
Il calendario della stagione è stato annunciato il 20 aprile 2017.
| Turno | Data               | Avversario              | Risultato          | Record             | Stadio                        | NFL.com recap      |
| ----- | ------------------ | ----------------------- | ------------------ | ------------------ | ----------------------------- | ------------------ |
| 1     | 11/9               | at Minnesota Vikings    | S 19–29            | 0–1                | U.S. Bank Stadium             | Recap              |
| 2     | 17/9               | New England Patriots    | S 20–36            | 0–2                | Mercedes-Benz Superdome       | Recap              |
| 3     | 24/9               | at Carolina Panthers    | V 34–13            | 1–2                | Bank of America Stadium       | Recap              |
| 4     | 1/10               | at Miami Dolphins       | V 20–0             | 2–2                | Wembley Stadium (Londra)      | Recap              |
| 5     | Settimana di pausa | Settimana di pausa      | Settimana di pausa | Settimana di pausa | Settimana di pausa            | Settimana di pausa |
| 6     | 15/10              | Detroit Lions           | V 52–38            | 3–2                | Mercedes-Benz Superdome       | Recap              |
| 7     | 22/10              | at Green Bay Packers    | V 26–17            | 4–2                | Lambeau Field                 | Recap              |
| 8     | 29/10              | Chicago Bears           | V 20–12            | 5–2                | Mercedes-Benz Superdome       | Recap              |
| 9     | 5/11               | Tampa Bay Buccaneers    | V 30–10            | 6–2                | Mercedes-Benz Superdome       | Recap              |
| 10    | 12/11              | at Buffalo Bills        | V 47–10            | 7–2                | New Era Field                 | Recap              |
| 11    | 19/11              | Washington Redskins     | V 34–31 (DTS)      | 8–2                | Mercedes-Benz Superdome       | Recap              |
| 12    | 26/11              | at Los Angeles Rams     | S 20–26            | 8–3                | Los Angeles Memorial Coliseum | Recap              |
| 13    | 3/12               | Carolina Panthers       | V 31–21            | 9–3                | Mercedes-Benz Superdome       | Recap              |
| 14    | 7/12               | at Atlanta Falcons      | S 17–20            | 9–4                | Mercedes-Benz Stadium         | Recap              |
| 15    | 17/12              | New York Jets           | V 31–19            | 10–4               | Mercedes-Benz Superdome       | Recap              |
| 16    | 24/12              | Atlanta Falcons         | V 23–13            | 11–4               | Mercedes-Benz Superdome       | Recap              |
| 17    | 31/12              | at Tampa Bay Buccaneers | S 24–31            | 11–5               | Raymond James Stadium         | Recap              |

Note

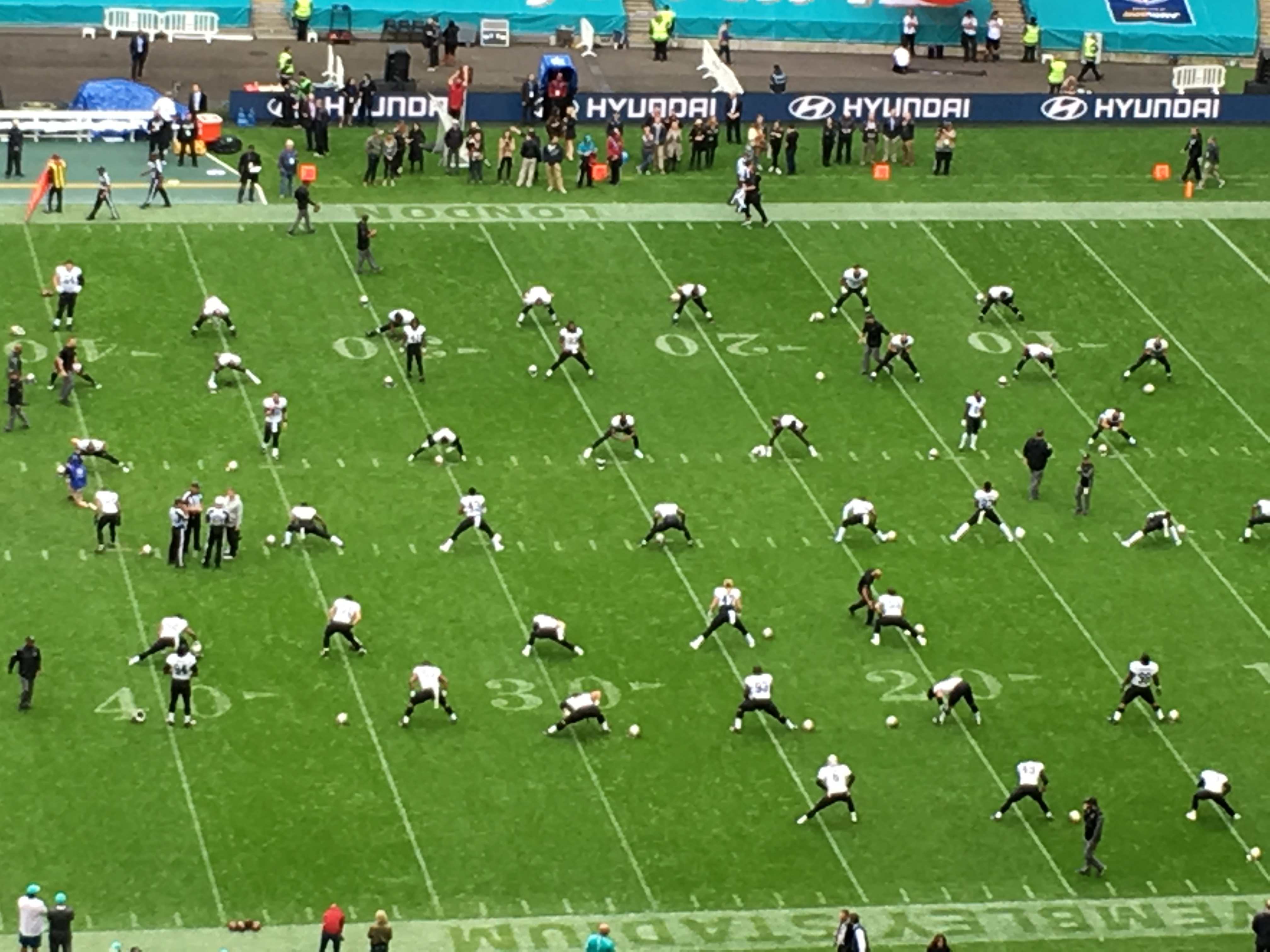
Il riscaldamento dei giocatori dei Saints prima della gara della settimana 4 al Wembley Stadium di Londra nell'ambito delle NFL International Series

- Gli avversari della propria division sono in grassetto.

### Playoff
| Turno      | Data | Avversario (seed)        | Risultato | Record | Stadio                  | NFL.com recap |
| ---------- | ---- | ------------------------ | --------- | ------ | ----------------------- | ------------- |
| Wild Card  | 7/1  | Carolina Panthers (5)    | V 31–26   | 1–0    | Mercedes-Benz Superdome | Recap         |
| Divisional | 14/1 | at Minnesota Vikings (2) | S 24–29   | 1–1    | U.S. Bank Stadium       | Recap         |

## Classifiche

### Conference
| Classifica della NFC 2017                                | Classifica della NFC 2017  | Classifica della NFC 2017 | Classifica della NFC 2017 | Classifica della NFC 2017 | Classifica della NFC 2017 | Classifica della NFC 2017 | Classifica della NFC 2017 | Classifica della NFC 2017 | Classifica della NFC 2017 | Classifica della NFC 2017 | Classifica della NFC 2017 | Classifica della NFC 2017 |
| #                                                        | Squadra                    | Division                  | V                         | P                         | N                         | %                         | DIV                       | CONF                      | PF                        | PS                        | D                         | STR                       |
| -------------------------------------------------------- | -------------------------- | ------------------------- | ------------------------- | ------------------------- | ------------------------- | ------------------------- | ------------------------- | ------------------------- | ------------------------- | ------------------------- | ------------------------- | ------------------------- |
| Vincitori delle division                                 |                            |                           |                           |                           |                           |                           |                           |                           |                           |                           |                           |                           |
| 1                                                        | xyz* – Philadelphia Eagles | East                      | 13                        | 3                         | 0                         | 81,3%                     | 5-1                       | 10-2                      | 457                       | 295                       | 162                       | P-1                       |
| 2                                                        | xyz – Minnesota Vikings    | North                     | 13                        | 3                         | 0                         | 81,3%                     | 5-1                       | 10-2                      | 382                       | 252                       | 130                       | V-3                       |
| 3                                                        | xy – Los Angeles Rams      | West                      | 11                        | 5                         | 0                         | 68,8%                     | 4-2                       | 7-5                       | 478                       | 329                       | 149                       | P-1                       |
| 4                                                        | xy – New Orleans Saints    | South                     | 11                        | 5                         | 0                         | 68,8%                     | 4-2                       | 8-4                       | 448                       | 326                       | 122                       | P-1                       |
| Wild Card                                                |                            |                           |                           |                           |                           |                           |                           |                           |                           |                           |                           |                           |
| 5                                                        | xw – Carolina Panthers     | South                     | 11                        | 5                         | 0                         | 68,8%                     | 3-3                       | 7-5                       | 363                       | 327                       | 36                        | P-1                       |
| 6                                                        | xw – Atlanta Falcons       | South                     | 10                        | 6                         | 0                         | 62,5%                     | 4-2                       | 9-3                       | 353                       | 315                       | 38                        | V-1                       |
| Non qualificate per i playoff                            |                            |                           |                           |                           |                           |                           |                           |                           |                           |                           |                           |                           |
| 7                                                        | Detroit Lions              | North                     | 9                         | 7                         | 0                         | 56,3%                     | 5-1                       | 8-4                       | 410                       | 376                       | 34                        | V-1                       |
| 8                                                        | Seattle Seahawks           | West                      | 9                         | 7                         | 0                         | 56,3%                     | 4-2                       | 7-5                       | 366                       | 332                       | 34                        | P-1                       |
| 9                                                        | Dallas Cowboys             | East                      | 9                         | 7                         | 0                         | 56,3%                     | 5-1                       | 7-5                       | 354                       | 332                       | 22                        | V-1                       |
| 10                                                       | Arizona Cardinals          | West                      | 8                         | 8                         | 0                         | 50%                       | 3-3                       | 5-7                       | 295                       | 361                       | -66                       | V-2                       |
| 11                                                       | Green Bay Packers          | North                     | 7                         | 9                         | 0                         | 43,8%                     | 2-4                       | 5-7                       | 320                       | 384                       | -64                       | P-3                       |
| 12                                                       | Washington Redskins        | East                      | 7                         | 9                         | 0                         | 43,8%                     | 1-5                       | 5-7                       | 342                       | 388                       | -46                       | P-1                       |
| 13                                                       | San Francisco 49ers        | West                      | 6                         | 10                        | 0                         | 37,5%                     | 1-5                       | 3-9                       | 331                       | 383                       | -52                       | V-5                       |
| 14                                                       | Tampa Bay Buccaneers       | South                     | 5                         | 11                        | 0                         | 31,3%                     | 1-5                       | 3-9                       | 335                       | 382                       | -47                       | V-1                       |
| 15                                                       | Chicago Bears              | North                     | 5                         | 11                        | 0                         | 31,3%                     | 0-6                       | 1-11                      | 264                       | 320                       | -56                       | P-1                       |
| 16                                                       | New York Giants            | East                      | 3                         | 13                        | 0                         | 18,8%                     | 1-5                       | 1-11                      | 246                       | 388                       | -142                      | V-1                       |
| Legenda                                                  |                            |                           |                           |                           |                           |                           |                           |                           |                           |                           |                           |                           |
| w — Qualificata ai playoff come wild card                |                            |                           |                           |                           |                           |                           |                           |                           |                           |                           |                           |                           |
| x — Qualificata ai playoff                               |                            |                           |                           |                           |                           |                           |                           |                           |                           |                           |                           |                           |
| y — Vincitrice della division                            |                            |                           |                           |                           |                           |                           |                           |                           |                           |                           |                           |                           |
| z — Qualificata direttamente al secondo turno di playoff |                            |                           |                           |                           |                           |                           |                           |                           |                           |                           |                           |                           |
| * — Vantaggio del fattore campo nei playoff              |                            |                           |                           |                           |                           |                           |                           |                           |                           |                           |                           |                           |

## Premi individuali
- Alvin Kamara:

rookie offensivo dell'anno
- Marshon Lattimore:

rookie difensivo dell'anno

### Pro Bowler
Sei giocatori dei Saints sono stati convocati per il Pro Bowl 2018:
- Alvin Kamara, running back, 1ª convocazione
- Cameron Jordan, defensive end, 3ª convocazione
- Drew Brees, quarterback, 11ª convocazione
- Mark Ingram, running back, 2ª convocazione
- Marshon Lattimore, cornerback, 1ª convocazione
- Michael Thomas, wide receiver, 1ª convocazione

### Premi settimanali e mensili
- Alvin Kamara:

miglior rookie della settimana 4
miglior running back della settimana 9
miglior rookie della settimana 9
miglior rookie della settimana 10
miglior rookie della settimana 11
rookie offensivo del mese di novembre
miglior running back della settimana 12
miglior rookie della settimana 12
miglior rookie della settimana 13
miglior rookie della settimana 17
- Cameron Jordan:

miglior difensore della NFC della settimana 6
miglior difensore della NFC del mese di novembre
- Marshon Lattimore:

miglior rookie della settimana 6
miglior rookie della settimana 8
miglior rookie difensivo del mese di ottobre
miglior rookie della settimana 15
miglior rookie della settimana 16
miglior rookie difensivo del mese di dicembre
- Justin Hardee:[22]

miglior giocatore degli special team della NFC della settimana 9
- Mark Ingram:

miglior running back della settimana 10
miglior giocatore offensivo della NFC della settimana 11
miglior running back della settimana 11
- Drew Brees:

miglior quarterback della settimana 11